# San Jacinto del Cauca
San Jacinto del Cauca est une municipalité située dans le département de Bolívar, en Colombie.